# Длуґа-Весь (Вонґровецький повіт)
Длуґа-Весь (пол. Długa Wieś, нім. Langendorf) — село в Польщі, у гміні Вонґровець Вонґровецького повіту Великопольського воєводства.
Населення — 135 осіб (2011).
У 1975-1998 роках село належало до Пільського воєводства.

## Демографія
Демографічна структура станом на 31 березня 2011 року:
|          | Загалом | Допрацездатний вік | Працездатний вік | Постпрацездатний вік |
| -------- | ------- | ------------------ | ---------------- | -------------------- |
| Чоловіки | 74      | 22                 | 44               | 8                    |
| Жінки    | 61      | 11                 | 37               | 13                   |
| Разом    | 135     | 33                 | 81               | 21                   |